# Una família d'anunci
Una família d'anunci (títol original en rus, Завтрак у папы; romanitzat al català, Zavtrak u papi) és una pel·lícula de comèdia russa dirigida per Maria Kràvtxenko. S'ha doblat i subtitulat al català.
La pel·lícula es va estrenar el 23 de juny de 2016, i se centra en les relacions parentals entre pares i fills. Al film, l'Alex Titov, el director creatiu d'una agència de publicitat, ho té tot. És jove, té èxit i està absolutament encantat de ser amic i amant de la seva sensual i jove companya de feina Oksana Tarelkina. Un dia truquen a la porta: és una nena dolça de 10 anys, l'Alia, la qual es presenta com la seva filla, capgirant-li la vida per complet.
La pel·lícula va rebre el premi Dai piat de 2017 en la categoria de pel·lícula preferida. També va rebre puntuacions generalment altes per part dels crítics de cinema russos.